# Michael Vrede Nielsen
Michael Vrede Nielsen (sommetider krediteret som Michael Vrede) (født 17. juli 1981 i Nykøbing Falster) er en dansk filmmand, der bl.a. har arbejdet som klipper og instruktørassistent. Han har arbejdet tæt sammen med sin bror Martin Vrede Nielsen om en række filmprojekter, deriblandt spillefilmene Snuppet fra 2006 og Mulm fra 2024.

## Liv og karriere
Michael Vrede Nielsen blev født i Nykøbing Falster i 1981 og voksede op i Rødby på Lolland sammen med sin storebror Martin Vrede Nielsen. Deres farmor og farfar Birthe og Tage V. Nielsen havde i mange år Rødby Bio i Østergade (lukket i 2003), så de to børn voksede nærmest op i biografen. Michael blev student fra Maribo Gymnasium i 2000 og valgte derefter at arbejde indenfor film- og tv-branchen ligesom storebroren Martin. De to brødre har sammen lavet en række kortfilm og to spillefilm, Snuppet og Mulm. Michael tager sig især af post-produktionen (klipning, farvelægning, lydspor osv.), mens Martin typisk er producer, manuskriptforfatter og instruktør. Michael har derudover etableret en fast kundekreds inden for især tv-branchen. De to brødre ejer sammen selskabet "Angry Art Productions".

## Film
Internet Movie Database har registreret Michael Vrede Nielsen som medvirkende til følgende film (pr. juli 2025):
- Mulm (2024) - klipper, visual effects
- Shrouded Destiny: A Star Wars Long Tale (2023, kortfilm) - visual effects coordinator
- Remains (2023) - farvelægning
- Paraplymordet - historien om agent Piccadilly (2023, tv-serie) - grade
- Heksebeth (2022, tv-serie) - visual effects, farvelægning
- Babylons stol (2022, tv-serie) - visual effects, farvelægning
- De Glemte Piger (2022, tv-serie) - farvelægning
- Women (2021) - visual effects artist
- R[evol]ution of Love (2021, kortfilm) - visual effects supervisor
- Things that go Bump (2021, kortfilm) - klipper
- Rakkermosen (2020, kortfilm) - klipper, visual effects
- Partiernes Skjulte Overgreb (2020, tv-serie) - farvelægning
- Scandinavian Star (2020, tv-serie) - restoration artist
- Shrouded Destiny: A Star Wars Story (2018, kortfilm) - visual effects supervisor
- Fædre og sønner (2018) - digital artist
- The Allins (2017) - farvelægning
- Bakerman (2016) - colour grading
- Kufferten (2012) - visual effects
- Succubus (2012, video) - klipper, visual effects
- Til døden os skiller (2010, kortfilm) - klipper, visual effects
- Repugnant (2008, kortfilm) - klipper
- Snuppet (2006) - klipper